# Faramea spathacea
Faramea spathacea är en måreväxtart som beskrevs av Johannes Müller Argoviensis och Paul Carpenter Standley. Faramea spathacea ingår i släktet Faramea och familjen måreväxter. Inga underarter finns listade i Catalogue of Life.